# Prix George-Pólya
Pour les articles homonymes, voir Prix Pólya.
Ne doit pas être confondu avec le prix Pólya de la LMS ni avec le prix Pólya de la MAA.
Le prix George-Pólya est un prix de mathématiques en l'honneur de George Pólya. Il est décerné à Boston par la Society for Industrial and Applied Mathematics (SIAM).
Établi depuis 1969 et décerné pour la première fois en 1971, ce prix quadriennal est séparé en deux catégories depuis 1992, qui ont été renommées en 2014 et 2015 en :
- prix Pólya en combinatoire
- prix Pólya en mathématiques

Chacun des prix est quadriennal, et attribué tous les deux ans en alternance. S'y ajoute un
- prix Pólya pour l'exposition mathématique

biennal, attribué depuis 2015, et qui honore une contribution exceptionnelle en présentation mathématique.

## Lauréats

### Lauréats du prix George-Pólya (jusqu'en 1992)
- 1971 : Ronald Graham, Klaus Leeb, Bruce Lee Rothschild, Alfred W. Hales et Robert I. Jewett
- 1975 : Richard P. Stanley, Endre Szemerédi et Richard Wilson
- 1979 : László Lovász
- 1983 : Anders Björner et Paul Seymour
- 1987 : Andrew Yao
- 1992 : Gil Kalai et Saharon Shelah

### Lauréats du prix George-Pólya en combinatoire (depuis 1996)
- 1996 : Jeff Kahn et David Reimer
- 2000 : Noga Alon
- 2004 : Neil Robertson et Paul Seymour
- 2008 : Van H. Vu
- 2012 : Vojtěch Rödl et Mathias Schacht
- 2016 :
  - József Balogh, Robert Morris et Wojciech Samotij
  - David Saxton et Andrew Thomason
- 2021 : Assefaw Gebremedhin, Fredrik Manne, Alex Pothen[1]

### Lauréats du prix George-Pólya en mathématiques (depuis 1994)
- 1994 : Gregory Chudnovsky et Harry Kesten
- 1998 : Percy Deift, Xin Zhou et Peter Sarnak
- 2002 : Craig Tracy et Harold Widom
- 2006 : Gregory F. Lawler, Oded Schramm et Wendelin Werner
- 2010 : Emmanuel Candès et Terence Tao
- 2014 : Adam W. Marcus, Daniel Spielman et Nikhil Srivastava
- 2018 : non décerné
- 2022 : Antti Kupiainen, Rémi Rhodes et Vincent Vargas[2].

### Lauréats du prix George-Pólya d'exposition mathématique (depuis 2015)
- 2015 : Gerhard Wanner
- 2017 : Nick Trefethen
- 2019 : Steven Strogatz
- 2021 : Nicholas Higham[1]
- 2023 : Hannah Fry